# 北平证券交易所
北平证券交易所原名北京证券交易所，于1918年6月5日获得中华民国北洋政府农商部批准开业，是由中国人自己创办的第一家证券交易所。

## 历史
北洋政府设立北平证券交易所的原因并非是因为北京地方经济的发达，而是为了发行公债。1927年国民政府定都于南京，公债的发行中心也随之南移，北平证券交易所经营的公债失去了往日的优势，经营状况每况愈下。1933年上半年，北平证券交易所的手续费收入只有1677元，已经无法维持其正常的营业，陷入了停顿的状况。抗日战争爆发以后，北平证券交易所于1939年初歇业。